# Melaleuca brevisepala
Melaleuca brevisepala är en myrtenväxtart som först beskrevs av J.W.Dawson, och fick sitt nu gällande namn av Lyndley Alan Craven och J.W.Dawson. Melaleuca brevisepala ingår i släktet Melaleuca och familjen myrtenväxter. Inga underarter finns listade i Catalogue of Life.